# 奥山眞佐子
奥山 眞佐子（おくやま まさこ、1956年1月30日 - ）は、日本の女優。山梨県甲府市出身。
「おとなってなに？」をテーマに子どもの書いた詩や作文、現地取材を構成してのひとり芝居を東京と名古屋で9年連続公演。その後、「素敵なおとなを求めて」をテーマに樋口一葉を中心とした文芸作品のひとり芝居、朗読ライブを展開。

## 来歴・人物
- 1956年（昭和31年）：1月30日山梨県甲府市で誕生。短大卒業後、千田是也ブレヒト研究会を経て、新演劇人クラブ・マールイ入所。劇団公演「すみつぼ」で、金子信雄の相手役を演じる。その後、金子信雄から山田五十鈴にあずけられ、山田五十鈴のもとで修業時代を過ごす。またマキノ雅弘演劇塾にて映画にも触れる。東宝公演・宇野千代作「生きてゆく私」孫娘役で【御園座社長賞】を受賞[1]。
- 1988年（昭和63年）：新劇人クラブ・マールイを離れ、「おとなってなに？」をテーマに子どもの書いた詩や作文を構成してのひとり芝居「こどもたちの夢」を、文京区法真寺本堂にて初演。その後、海外の子供たちのインタビューも行い、毎年、東京と名古屋で公演を重ねる[2]。
- 1998年（平成10年）：「素敵なおとなを求めて」をテーマに樋口一葉を中心とした文芸作品のひとり芝居、朗読ライブをスタートして公演を重ねての11年目、2008年（平成20年）横浜の文化の向上に貢献したことに対して、横浜SAAC【細うで繁盛記賞】受賞[3]。
- 1999年（平成11年）：千葉県白井市の要請で子ども演劇教室の指導を開始後、主婦、小学校教師、若手俳優からの要請を受けて指導者としての活動も継続中[4]。
- 2003年（平成15年）：NHK月曜ドラマシリーズ「夢みる葡萄」で、甲州ことば指導担当[5]
- 2014年（平成26年）：3月31日（月）放送開始のNHK朝の連続テレビ小説「花子とアン」で、山梨ことば指導担当[6]。
- 2015年（平成27年）富山県高等学校教育研究会国語部会にて、「ひとり芝居・大つごもりと一葉日記」を公演。高校国語科の教師に一葉小説の魅力を伝える[7]。
- 2016年（平成28年）
  - 千葉県白井市企画政策課　男女共同参画室　平成27年度コミュニケーション講座「舞台女優から学ぶ自己表現」講演[8]
  - 「樋口一葉没後120年」を記念して「にごりえ」「十三夜」「大つごもり」の三作品を三越劇場で公演[9]
- 2017年（平成29年）
  - 「樋口一葉の世界　奥山眞佐子ひとり芝居20周年記念公演」として「一葉日記 そして たけくらべ」を三越劇場で公演[9]
  - 地方銀行ユニシス研究会 頭取会 にて「心に響く美しい言葉とは…」の講演[10]　
  - 甲府市教育委員会 文化芸術イベント「奥山眞佐子朗読ワークショップ」で音読の楽しさを伝える[11]

## 略歴
- 1971年（昭和46年）： 山梨県立甲府第二高等学校（現・山梨県立甲府西高等学校）演劇部入部[12]。
- 1974年（昭和49年）： 立正女子大学短期大学部文芸科演劇研究会入会。外波山文明主催「はみだし劇場」に参加。法政大学演劇研究会に参加。東京工業大学演劇研究会に参加[13]。
- 1975年（昭和50年）： 目黒地区「演劇集団ぶどう」に参加。東京都立大学演劇研究会に参加。東京地区学生演劇夏季ゼミナール企画。
- 1976年（昭和51年）： 千田是也ブレヒト研究会入会。
- 1979年（昭和54年）： 新演劇人クラブ・マールイ演劇教室入所[14]。
- 1980年（昭和55年）から、新演劇人クラブ・マールイ演劇教室の研究生となりプロ活動を開始し舞台・テレビ・映画に出演。マキノ雅弘、山田五十鈴、金子信雄、丹阿弥谷津子らに師事[15]。早稲田大学第三舞台『宇宙で眠るための方法について』に出演[16]。宇野千代作『生きていく私』孫娘役で【名古屋御薗座社長賞】受賞[14]。リトアニア・ヴィリニス大学で日本文化を紹介。処女脚本『私達はどのようにして生まれてきたの』で【文部省選定】受賞。
- 2008年（平成20年）： 樋口一葉作品を手がけて11年目、横浜の文化の向上に貢献したことに対して、横浜SAACより【細うで繁盛記賞】受賞[3]。
- 2014年（平成26年）：2月22日（土）首都圏甲府会会長賞受賞[17]

## 出演

### 映画

#### 岩波映画
- 東京24時 - 主演（外務省及び全世界の日本国大使館で上映）[15]

#### 松竹映画
- GONIN
- それでも、くまん蜂は飛んだ

#### 東映映画
- 明日のスター
- バカヤロー1
- まぁだだよ
- 赤と黒の熱情 - みどり役

#### その他
- 信虎（2021年11月） - 大方 役

#### ネオ・インデックス
- 調布空港[18]

#### Vシネマ
- 東京バビロン

### テレビ

#### NHK総合
- 武田信玄 - すみ役
- 結婚まで
- ひらり
- あぐり - 江口俊子役[19]
- 夢みる葡萄 - 助産師役（甲州ことば指導担当）[20]
- NHKがんばる甲州人（2011年3月放送）[21]
- YBSニュースの星（2011年3月8日放送）[22]
- 視点・論点（2012年11月23日放送）[23]

#### NHK衛星
- 日本語を考える

#### 日本テレビ
- 恋人も濡れる街角 URBAN LOVE STORY

#### フジテレビ
- 素顔のままで
- 世にも奇妙な物語

#### 東映テレビ
- 仮面ライダーシリーズ
  - 仮面ライダーBLACK 第27話 - 母親
  - 仮面ライダーBLACK RX 第35話 - 公園の女
- スーパー戦隊シリーズ
  - 高速戦隊ターボレンジャー - 月影小夜子（キリカ）の母
  - 地球戦隊ファイブマン - 良夫の母
  - 恐竜戦隊ジュウレンジャー - ワタルの母

#### TBS
- 湯けむり別府殺人事件
- 嫁ぐ日まで
- 湾岸通りの天使たち
- あぶない刑事
- 入学
- 将太の寿司
- 家庭の問題
- おべんきょう
- ダブル・キッチン
- 長男の嫁
- 人生は上々だ

### レポーター

#### 日本テレビ
- プラス1 〜女性専用のお店紹介〜
- 追跡 〜東京にある東南アジアのお店紹介 〜

### CM
- 「ミツカン ポン酢」
- 「トイレアライーナ」
- 「富士リアルエステート」
- 「サンポット」
- 「ヘーベルハウス」
- 「日本文化センター」
- 「味の素 マーボー豆腐の素」
- 「ダスキン」

### V・P
- 「郵政省郵便車公報」
- 「警視庁交通課公報」
- 「東京都庁ごみ袋公報」

### ナレーション
- 「英検2級面接試験」
- 「英検準2級面接試験」
- 「実用ワープロ講座」

### 舞台作品

#### 第三舞台
- 鴻上尚史作「宇宙で眠るための方法について」 マリオン・デイビス役[16]

#### 法政大学演劇研究会
- 「ドリーム仮面」

#### 現代演劇センター公演
- 別役実作「スパイ物語」

#### 青年座野外劇
- 北村想作「最後のさびしい猫」

#### 大和田信也プロデュース公演
- 「アンチゴーヌ」

#### 新演劇人クラブマールイ公演
- 池袋劇場　田中千禾夫作「笛」主演
- 俳優座劇場　宇野信夫作「すみつぼ」
- 博品館劇場　宇野信夫作「ひとつ屋根の下」[24]

#### 東宝公演
- 芸術座「新編・たぬき」、「前後編・たぬき」、「生きていく私」、「三婆」、「お葬式」
- 東京宝塚劇場「横浜どんたく」、「かえる屋」、「舞化粧」、「雪の梅暦」
- 帝国劇場「けんか三味線」、「生きていく私」、「お与津御寮人」
- 大阪・朝日座「香華」、「新編・たぬき」[19]
- 大阪・近鉄劇場「お葬式」
- 名古屋・名鉄ホール「隣人戦争」、「祇園の男」、「お葬式」、「われ鍋に閉じ蓋」
- 名古屋・御薗座「生きていく私」、「お与津御寮人」

#### 松竹公演
- 日生劇場「ハムレット」[25]
- 明治座「女が階段を上るとき」
- 京都南座「おさん」

#### 前進座公演
- 新橋演舞場「空海」
- 京都南座「新絵島物語」

#### 日本俳優連合演技セミナー公演
- 「頭痛肩こり樋口一葉」 花蛍役

### ひとり芝居＆朗読会
- 平成10年
  - ひとり芝居・『十三夜』（宮城県亘理郡長徳寺本堂）[26]
  - ひとり芝居『十三夜』（新宿文化センター）[27]
- 平成11年
  - ひとり芝居・『十三夜』（シアターPOO）[27]
  - ひとり芝居・『にごりえ』（シアターPOO）
  - ひとり芝居・『にごりえ』（シアターPOO）
  - ひとり芝居『大つごもり』（シアターPOO）
- 平成12年
  - ひとり芝居『にごりえ』（鶴見ひだまりサロン）
  - ひとり芝居『大つごもり＆にごりえ』（文京シビックホール）
  - ひとり芝居『大つごもり』（STスポット）
- 平成13年
  - ひとり芝居『にごりえ』（大盛寺）
  - ひとり芝居『わかれ道&にごりえ』（文京シビックホール)
  - ひとり芝居『大つごもり』（銀座みゆき館劇場)
  - ひとり芝居『大つごもり』（STスポット）
- 平成14年
  - ひとり芝居『十三夜』（甲府市総合市民会館)
  - ひとり芝居『大つごもり』（甲府市総合市民会館)[28]
- 平成15年
  - ひとり芝居『にごりえ』（セシオン杉並）
  - ひとり芝居『大つごもり』（ポーラミュージアムアネックス）[29]
- 平成16年
  - ひとり芝居『わかれ道』（ポーラミュージアムアネックス）
  - ひとり芝居『にごりえ』（相鉄本多劇場）[25]
  - 朗読・サムライライブ『にごりえ』
  - 朗読・サムライライブ『十三夜』
  - 朗読・サムライライブ『わかれ道』
  - 朗読・サムライライブ『大つごもり』[30]
- 平成17年
  - ひとり芝居『十三夜』（ブディストホール）[30]
  - ひとり芝居『十三夜』（相鉄本多劇場）[31]
  - 朗読・FNVライブ『闇櫻』
  - 朗読・FNVライブ・『わかれ道』
  - 朗読・FNVライブ・『大つごもり』[32]
- 平成18年
  - ひとり芝居『わかれ道』（相鉄本多劇場）[33]
  - 朗読コンサート『闇櫻』（山手ゲーテ座ホール）[34]
  - 朗読・美幸工房ライブ『わかれ道』[35]
  - マコ太宰を読む（2006年桜桃忌公演）『美少女』 [36]
  - 朗読・睡足軒ライブ『闇櫻』[37]
  - 朗読・高円寺ライブ『闇櫻』
  - 朗読・高円寺ライブ『十三夜』
  - 朗読・乃木坂ライブ『にごりえ』
  - 朗読・乃木坂ライブ『十三夜』
  - 朗読・乃木坂ライブ『大つごもり』
- 平成19年
  - ひとり芝居『十三夜』（千代田区立内幸町ホール）[38]
  - ひとり芝居『大つごもり』（相鉄本多劇場）[25]
  - 唐変木ライブ「軒もる月」＆「この子」[39]
  - マコ太宰治を読む（桜桃忌公演）「走れメロス」[40]
  - 一葉朗読ライブin響　「軒もる月」＆「この子」 [25]
- 平成20年
  - ひとり芝居『にごりえ』（千代田区立内幸町ホール）[24]
  - ひとり芝居『この子＆軒もる月』（相鉄本多劇場）[3]
  - マコ太宰を読む（桜桃忌公演）「ヴイオンの妻」[41]
  - 朗読・一葉忌ライブ『われから』[42]
- 平成21年
  - ひとり芝居『われから』（甲州市民文化会館）[19]
  - ひとり芝居『われから』（相鉄本多劇場）
  - ひとり芝居『大つごもり』（千代田区立内幸町ホール）[43]
  - 講演と朗読『太宰治と樋口一葉の世界にふれる』
  - マコ太宰を読む（桜桃忌公演）『女生徒』[44]
  - 一葉忌in新宿『雪の日』 [45]
- 平成22年
  - ひとり芝居『われから』（日本橋三越劇場）[46]
  - ひとり芝居『十三夜』（相鉄本多劇場）[27]
  - 朗読・お花見ライブ『一葉と藤村』[27]
  - マコ太宰を読む（桜桃忌公演）「天狗」「黄金風景」[27]
  - 一葉忌in新宿「一葉日記」[27]
- 平成23年
  - ひとり芝居『十三夜』（日本橋三越劇場）[47]
  - ひとり芝居『十三夜』（山梨県立文学館）[48]
  - ひとり芝居『わかれ道』（相鉄本多劇場）[13]
  - お花見ライブ「一葉とゆかりのある作家の作品」 [49]
  - 朗読・桜桃忌ライブ『列車』『あさましきもの』『一灯』[48]
  - 朗読・一葉忌ライブ『たけくらべ』[48]
- 平成24年
  - ひとり芝居『わかれ道』（日本橋三越劇場）[50]
  - ひとり芝居『たけくらべ』（相鉄本多劇場）[50]
  - ひとり芝居『わかれ道』（山梨県立文学館）[50]
  - 朗読・お花見ライブ『瀧の白糸』[50]
  - 朗読・桜桃忌ライブ『姥捨』[50]
  - 朗読・一葉忌ライブ『にごりえ』[50]
- 平成25年
  - ひとり芝居『にごりえ』（日本橋三越劇場）[13]
  - ひとり芝居『にごりえ』（相鉄本多劇場）
  - 講演と朗読 樋口一葉『たけくらべ』
  - 朗読・一葉お誕生日ライブ『にごりえ』
  - 朗読・お花見ライブ『恒藤恭氏』『或恋愛小説』『蜘蛛の糸』
  - 朗読・桜桃忌ライブ『瘤取り』『浦島さん』
- 平成26年
  - 朗読『樋口一葉の誕生を祝う会』[51]
  - ひとり芝居『十三夜と一葉日記』（日本橋三越劇場）[52]
- 平成27年
  - 樋口一葉お誕生を祝う会・朗読[53]
  - 「花子とアン」あれこれ　村岡花子さんのこと[54]
  - ひとり芝居『大つごもりと一葉日記』（三越劇場）[9]
  - ひとり芝居『大つごもりと一葉日記』（富山北日本新聞ホール）[7]
  - 朗読『大つごもり』（文京区・法眞寺）[55]
  - 一葉忌ライブ・朗読『にごりえ』（高円寺 唐変木）[54]
- 平成28年
  - 朗読芝居『十三夜』（ちとしゃん亭）[56]
  - ひとり芝居『大つごもりと一葉の母』（山梨県甲府市民会館・芸術ホール）[57]
  - 樋口一葉お誕生を祝う会・朗読「若葉かげ・しのぶ草」[53]
  - お花見ライブ「樋口一葉と小説の師・半井桃水」[54]
  - マジカルフライディー公演『にごりえ』（神奈川青少年センター）[58]
  - ひとり芝居『樋口一葉没後120年記念公演・三作品三日連続公演」（三越劇場）[9]
    - 「にごりえ」本間豊堂（尺八）
    - 「一葉の母そして十三夜」常磐津和英太夫（浄瑠璃）／常磐津菊与志郎（三味線）
    - 「一葉日記そして大つごもり」高橋香衣（お囃子）
- 平成29年
  - 朗読芝居『たけくらべ』（ちとしゃん亭）[59]
  - 樋口一葉のお誕生を祝う会・朗読『たけくらべ』[53]
  - お花見ライブ『一葉さんのあれこれと草間彌生のあれこれ』[54]
  - 唄と語りで綴る『にごりえ』の世界[60]
  - マグカルフライディー公演『たけくらべ』（神奈川県青少年センター）[61]
  - 『樋口一葉の世界　奥山眞佐子ひとり芝居20周年記念公演・一葉日記 そして たけくらべ』（三越劇場）[9]
  - 一葉忌ライブ・朗読『五月雨』（高円寺・唐変木）[54]
  - 甲府市教育委員会 文化芸術イベン『奥山眞佐子朗読ワークショップ』[11]